# Roy Patrick Kerr

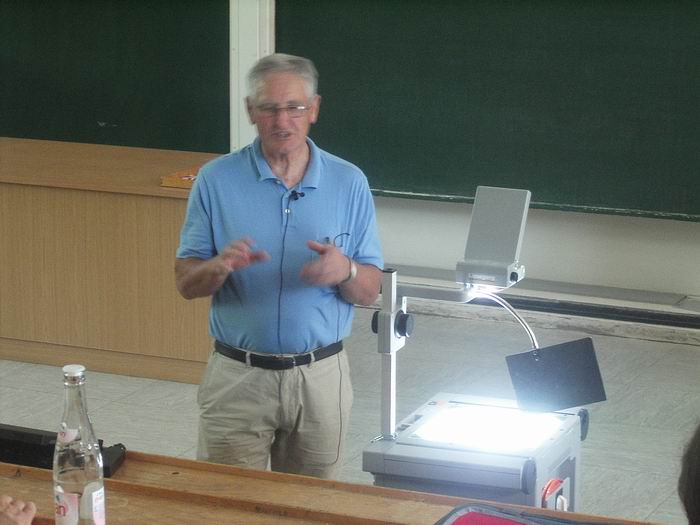

Roy Patrick Kerr (n. 16 mai 1934, Kurow⁠(d), Noua Zeelandă) este un om de știință de origine neozelandeză, care este renumit pentru descoperirea soluției ecuațiilor Einstein ale relativității generalizate, care descrie găurile negre în rotație  .

## Biografie
Roy Kerr s-a născut în familia  unui fermier neozeelandez și a crescut incepând de la vârsta de 3 ani fără mamă . În anii celui de al doilea război mondial, tatăl său a participat în lupte, iar micul Roy a crescut la fermă. După întoarcerea tatălui din război, aceștia s-au mutat cu traiul la Christchurch, unde Roy a absolvit Colegiul Sfântul Andrei, datorită faptului, că tatăl lui, Patrick, a servit în armată sub comanda directorului Colegiului. Soția lui Kerr se numește Margaret. Ei au locuit lângă aeroportlui Internațional Christchurch, dar în anul 2013 s-au mutat la Tauranga, plasat pe Insula de Nord (Noua Zeelandă) .
Roy Patrick Kerr este deasmenea cunoscut ca un foarte bun jucător de bridge, care a reprezentat echipa Noii Zelande la competiții internaționale la mijlocul anilor 70. Este de asemenea conoscut ca unul dintre coautorii unui sistem de licitare, numit Symmetric Relay System.

## Cariera științifică
Kerr a absolvit Colegiul Universitar Canterbury al Universității din Noua Zelandă, transformată ulterior în Universitatea Canterbury. A absolvit abea în anul 1955, după ce a plecat la Cambridge, pentru a-și lua doctoratul. ceea ce s-a și întâmplat în anul 1959 cu un subiect ce tratează ecuațiile de mișcare în relativitatea generalizată. După susținere a fost postdoctoral la Universitatea Syracuse din SUA sub conducerea profesorului Peter Bergmann, iar după aceasta a mai servit încă și în forțele aeriene ale SUA într-o bază militară.
În anul 1962 a fost angajat la Universitatea Texas din Austin unde a și descoperit renumita soluție a ecuațiilor Einștein,pentru vid și rotație nenulă, generalizând renumita soluție a soluției Schwarzschild, descoperită cu mulți ani înainte (1916). Actualmente găurile negre Kerr se consideră descoperite atât în observații astronomice cu ajutorul telescoapelor spațiale, cât și în cazul detectării găurilor negre coalescente, ce au produs unde gravitaționale (Premiul Nobel, 2017). Mai mult ca atât, găurile negre Kerr reprezintă populația principală a acestor obiecte relativistice cosmice. În anul 1966 în colaborare cu Alphred Schild a introdus noțiunea de spații Kerr-Schild, care reprezintă o generalizare a soluției Kerr. În anii de lucru la Texas a condus 4 studenți la doctorat.
În anul 1971 Kerr a revenit la Universitatea Canterbury din Noua Zelandă, unde a lucrat până la pensionare în anul 1993, inclusiv timp de 10 ani ca șef al catedrei de matematici. La pensionare avea titlui de Profesopr de matematici al Universității Canterbury. 
În anul 2008 Kerr a fost invitat la Centrul Internațional de astrofizică relativistă (ICRA), Pescara, Italia ca profesor Evgheni Lifșiț. 

## Astrofizica găurilor negre Kerr
Găurile negre Kerr de rotație prezintă interes 
- pentru procesul de evaporare a găurilor negre microscopice cu mase mai mici decât 10^15 g
- pentru mecanica cuantică, întrucât raza orizontului unor asemenea gauri negre este comparabilă cu lungimea de undă De Broglie a particulelor elementare[19]
- pentru eventuala explicație a materiei întunecate,descoperită initial in galaxii spirale, datorata existenței posibile a axionilor Peccei- Quinn de mase extrem de mici ( ~ 10^-10- 10^-20 eV), care pot să creeze nori de materie întunecată de natura bozonica [20]

## Lucrări importante publicate
- Kerr, R. P. (1963). "Gravitational field of a spinning mass as an example of algebraically special metrics". Phys. Rev. Lett. 11 (5): 237.
- Kerr, R. P.; & Schild, A. (1965). "Some algebraically degenerate solutions of Einstein's gravitational field equations". Proc. Symp. Appl. Math. 17: 119.
- Debney, G.C.; Kerr, R. P.; & Schild, A. (1969). "Solutions of the Einstein and Einstein-Maxwell Equations". J. Math. Phys. 10 (10): 1842.

## Distincții și premii
- Medalia Hector (1982), pentru lucrările de fizică teoretică și descoperirea soluției exacte a ecuațiilor Einștein.
- Medalia Hughes (1984), pentru contribuția desosebită în relativitate , în special pentru descrierea matematică a găurilor negre de rotație.
- Medalia Rutherford (1993), pentru descoperirile excepționale din lumea extraterestră a găurilor negre.
- Premiul Marcel Grossmann (2006), pentru contribuția fundamentală la dezvoltarea relativității generalizate einsteiniene.
- Ordenul de Merit al Noii Zeelande (2011), pentru serviciul astrofizicii
- Medalia Albert Einstein (2013), pentru descoperirea din anul 1963 a soluției ecuațiilor lui Einstein

## Lucrări autobiografice și despre
- Math Sci Net
- Arhivat în 24 septembrie 2015, la Wayback Machine.
- Roy Patrick Kerr